# Biogeografické členění Česka
Biogeografické členění Česka neboli biogeografická diferenciace Česka je rozčlenění území České republiky z hlediska biogeografie, z hlediska rozmístění bioty v prostoru. Biogeografické členění vymezuje prostory, jejichž posláním je zajistit vývoj ekologicky stabilních přírodních a přirozených společenstev. Mimo to je také významným podkladem pro udržení a obnovu biodiverzity (rozmanitosti flóry a fauny). V souvislosti s napojením ČR do programu Evropské unie, který je orientován na tvorbu tzv. Evropské ekologické sítě (EECONET), a projektováním územních systémů ekologické stability (ÚSES) byly v ČR vymezeny biogeografické jednotky na regionální úrovni. Ty byly zasazeny do již zavedeného, ale málo podrobného biogeografického členění.
Pro vystižení bohatství a rozmanitosti bioty různé úrovně byly na území ČR vymezeny dvě soustavy biogeografického členění:

## Typologické členění
Cílem je vymezit typy, územně nesouvislé segmenty krajiny, které se v krajině opakují, mají podobné ekologické podmínky a kterým odpovídá relativně podobná biota. Typologické členění vyzdvihuje opakovatelnost a podobnost v krajině.
- biochora – v jednom bioregionu je 5–12 biochor, typy biochor částečně odpovídají vegetačním třídám v EECONET
- skupina typů geobiocénu (STG) – v ČR asi 200 skupin, v rámci 1 typu biochory 5–12 STG[1]

## Individuální členění

Biogeografické členění ČR (individuální):
hercynská podprovincie
polonská podprovincie
západokarpatská podprovincie
severopanonská podprovincie

Cílem je vystihnout souvislé a relativně homogenní celky, které se do různé míry liší složením bioty. Individuální členění vyzdvihuje jedinečné, neopakovatelné vlastnosti území.
- biogeografická provincie –  zpravidla odpovídají biogeografickým regionům užívaných v EECONET a Natura 2000. V ČR jsou vymezeny 2:

1. provincie středoevropských listnatých lesů
2. panonská provincie

- biogeografická podprovincie (subprovincie) – neodpovídají členění v EECONET ani Natura 2000. Jsou však určitou analogií „ekoregionů“ v systému Světového fondu na ochranu přírody (WWF). V ČR jsou vymezeny 4:

1. hercynská podprovincie
2. polonská podprovincie
3. západokarpatská podprovincie
4. severopanonská podprovincie

- biogeografický region (bioregion) – v ČR jich je vymezeno 91 (71 v hercynské, 4 v polonské, 11 v západokarpatské, 5 v severopanonské podprovincii)

### Přehled biogeografického členění Česka
Pro přehlednost je zde uvedena celá hierarchie biogeografického členění Česka vycházející z publikace Biogeografické regiony České republiky (2013).
| biogeografická provincie                   | biogeografická podprovincie  | biogeografický region (bioregion) |
| ------------------------------------------ | ---------------------------- | --- |
| provincie středoevropských listnatých lesů | hercynská podprovincie       | Mostecký (1.1) • Řipský (1.2) • Úštěcký (1.3) • Benátecký (1.4) • Českobrodský (1.5) • Mladoboleslavský (1.6) • Polabský (1.7) • Pardubický (1.8) • Cidlinský (1.9) • Třebechovický (1.10) • Prostějovský (1.11) • Litovelský (1.12) • Doupovský (1.13) • Milešovský (1.14) • Verneřický (1.15) • Rakovnicko-Žlutický (1.16) • Džbánský (1.17) • Karlštejnský (1.18) • Křivoklátský (1.19) • Slapský (1.20) • Bechyňský (1.21) • Posázavský (1.22) • Jevišovický (1.23) • Brněnský (1.24) • Macošský (1.25) • Chebsko-Sokolovský (1.26) • Tachovský (1.27) • Plzeňský (1.28) • Blatenský (1.29) • Českobudějovický (1.30) • Třeboňský (1.31) • Děčínský (1.32) • Kokořínský (1.33) • Ralský (1.34) • Hruboskalský (1.35) • Železnobrodský (1.36) • Podkrkonošský (1.37) • Broumovský (1.38) • Svitavský (1.39) • Branžovský (1.40) • Plánický (1.41) • Sušický (1.42) • Českokrumlovský (1.43) • Brdský (1.44) • Votický (1.45) • Pelhřimovský (1.46) • Novobystřický (1.47) • Havlíčkobrodský (1.48) • Železnohorský (1.49) • Velkomeziříčský (1.50) • Sýkořský (1.51) • Drahanský (1.52) • Šumperský (1.53) • Nízkojesenický (1.54) • Krnovský (1.55) • Žitavský (1.56) • Šluknovský (1.57) • Ašský (1.58) • Krušnohorský (1.59) • Hornoslavkovský (1.60) • Českoleský (1.61) • Šumavský (1.62) • Novohradský (1.63) • Javořický (1.64) • Žďárský (1.65) • Lužickohorský (1.66) • Jizerskohorský (1.67) • Krkonošský (1.68) • Orlickohorský (1.69) • Jesenický (1.70) • Chrudimský (1.71) |
| provincie středoevropských listnatých lesů | polonská podprovincie        | Vidnavský (2.1) • Opavský (2.2) • Ostravský (2.3) • Pooderský (2.4) |
| provincie středoevropských listnatých lesů | západokarpatská podprovincie | Ždánicko-Litenčický (3.1) • Chřibský (3.2) • Hlucký (3.3) • Hranický (3.4) • Podbeskydský (3.5) • Bělokarpatský (3.6) • Zlínský (3.7) • Hostýnský (3.8) • Vsetínský (3.9) • Beskydský (3.10) • Kojetínský (3.11) |
| panonská provincie                         | severopanonská podprovincie  | Lechovický (4.1) • Mikulovský (4.2) • Hustopečský (4.3) • Hodonínský (4.4) • Dyjsko-moravský (4.5) |